# Gonzalo Vásquez (Panamá)
Gonzalo Vásquez es un corregimiento del distrito de Chimán en la provincia de Panamá, República de Panamá. La localidad tiene 800 habitantes (2012).
En una de sus playas tuvo lugar la segunda toma de posesión de Vasco Núñez de Balboa, el 29 de octubre de 1513, del que llamó Mar del Sur. 